# 勐养镇 (梁河县)
勐养镇（德宏傣语：ᥛᥫᥒᥰ ᥕᥣᥒᥰ），是中华人民共和国云南省德宏傣族景颇族自治州梁河县下辖的一个乡镇级行政单位。当地主要民族为傣族、汉族、景颇族、阿昌族等。其位于梁河县城南部，乡政府驻地芒轩村，海拔885米，总面积2569平方公里。

## 历史沿革
当地故称勐养，傣语为养族居住过的地方（“养人坝”）。唐朝时，称首外川。南诏国时期，属永昌节度软化府。元朝至元十三年（1276年），属平缅路总管府。至元二十六年（1289年），属南甸路军民总管府罗必甸。明朝时，当地政府于此设关，置千户长。民国年间，曾属南甸宣抚司和梁河设治局共管第四区，设小陇川乡。
中华人民共和国成立后，1950年，改梁河县芒东区小陇川乡。1952年，改为梁河县第三区勐养乡。1956年11月，改称勐养傣族自治乡。1958年10月，属潞西县宏光公社小陇川大队。1959年12月，属腾冲县芒东区小陇川乡。1961年4月，恢复梁河县制，从芒东区分出设勐养区。1969年，改为反修公社。1971年，改为勐养公社。1998年2月改区为乡。2002年月8日，云南省人民政府批准梁河县勐养、芒东两乡撤乡设镇，设立勐养镇和芒东镇。

## 行政区划
勐养镇下辖以下地区：
芒轩村、野鸭塘村、芒回村、芒蚌村、邦盖村、中营村、邦歪村和卡子村。

## 产业
勐养镇当地主要为农业为主，主要特产有甘蔗、茶叶。

## 交通
1966年12月，梁河县修建了遮岛至芒东的芒东公路，为四级公路。1970年5月1日修通芒东至勐养的四级公路，改称勐养公路，1985年整修后实现晴雨通车。

## 教育文化
勐养傣族人能歌善舞，1979年代后，当地人对传统葫芦丝工艺进行改良，为当地特色。勐养也被广泛视为“葫芦丝之乡”。当地有景颇族的浪峨支系族群（又称“浪速”），使用的浪峨语，部分人还能兼用载瓦语。勐养的小陇川坝也也曾有阿昌族居住，当地人经通婚和融入等原因，除个别村落使用阿昌语外，多使用傣语并自认是傣族。